# The Color of My Dreams
"The Color of My Dreams" é uma canção gravada pelo cantor americano de eurodance B.G., The Prince of Rap, que foi lançado em abril de 1994 como o segundo single de seu segundo álbum, The Time Is Now. A canção alcançou o top 20 na Finlândia e Alemanha, além de alcançar a posição 72 no Eurochart Hot 100. Fora da Europa, alcançou o número um na parada de música dance no Canadá e número 10 em Israel. A cantora da música é Paris Red.
O Music & Media escreveu sobre a música: "Embora o sentimento geral aqui seja suave com algumas influências ambientais brilhando, o último BG ainda é um matador de pista de dança. Seu som cristalino e ganchos fortes devem ajudá-lo a encontrar um lugar no rádio como bem".

## Lista de Faixas

#### CD maxi-single (Europa, 1994)
1. "The Color of My Dreams" (Dreamedia-Mix) - 3:54
2. "The Color of My Dreams" (Dreamidnight-Mix) - 5:24
3. "The Color of My Dreams" (Dream-In-House-Mix) - 5:45